# Al-i-Imran
Al-i-Imran "A Família de Imran" (em árabe: آل عمران é a terceira sura do Alcorão, com duzentos ayats.
A Sura é dividida em duas grandes seções. A primeira seção, (que vai do aya 1 ao 120), orienta quanto à forma de resistir a uma tentação e a imoralidade decorrentes de fontes externas e de como reafirmar a fé. Exemplos: 3, 14, 84 e 120.
A segunda secção, (dos começa no aya 121 e vai até o 200), orienta quanto à forma de resistir a imoralidade interna. Exemplo: 103, que anela pela união e repudia o ódio e culminana no ayat 200.